# Callopistria minor
Callopistria minor är en fjärilsart som beskrevs av George Francis Hampson 1891. Callopistria minor ingår i släktet Callopistria och familjen nattflyn. Inga underarter finns listade i Catalogue of Life.